# François de Mazières
Pour les articles homonymes, voir Mazières.
François de Mazières, né le 22 mai 1960 à Tarbes (Hautes-Pyrénées), est un haut fonctionnaire et homme politique français,.

## Biographie

### Jeunesse et formation
Il est le fils de Philippe de Mazières (1931-2013), sous-préfet d'Argenteuil, d'Aix-en-Provence et de Mulhouse, puis préfet de la Haute-Marne, et d'Anne-Claude Perrin, africaniste. François de Mazières suit sa formation secondaire à Versailles, au collège Saint-Jean-de-Béthune, puis au lycée Hoche. À treize ans, il est admis dans la classe d’art dramatique de Marcelle Tassencourt au conservatoire de Versailles, qu'il fréquentera jusqu'à son entrée à l'Institut d'études politiques de Paris.
Diplômé de l'Institut d'études politiques de Paris en 1982, il obtient la même année une maîtrise de droit à l'université de Paris II. Il effectue son service militaire en 1984.
De 1985 à 1987, il est élève de l'ENA, promotion Fernand Braudel.

### Vie privée
En 1990, il épouse Christine Cachera, à sa sortie de l'ENA (promotion Liberté-égalité-fraternité). Ils ont une fille, prénommée Marie-Colombe. Christine de Mazières est aujourd'hui conseillère maître à la septième chambre de la Cour des comptes, où elle travaille sur les questions agricoles, en particulier les fonds européens. Elle est également écrivaine.

### Carrière dans la fonction publique
De 1987 à mai 1989, il est sous-préfet, directeur du cabinet du préfet de l'Allier. En mai 1989 et juin 1990, il est sous-préfet, directeur du cabinet du préfet de la région Franche-Comté.
De juin 1990 à mai 1991, il est chef du bureau de l'organisation des préfectures au ministère de l'Intérieur.
De juin 1991 à mai 1993, il effectue sa mobilité à l'Inspection générale des finances.
De juin 1993 à 1995, il est chef de cabinet du ministre de l’Économie, Edmond Alphandéry, où il suit également les questions de décentralisation.
De 1995 à 2001, il est intégré à l'Inspection générale des finances, où il effectue des missions d’audit.
En 1998 et 1999, il est rapporteur, puis rapporteur général du Conseil des impôts. En juin 1999, il publie La Culture n'est pas un luxe, la fin du jacobinisme culturel, un essai sur l'analyse des politiques culturelles en France. Le mois suivant, il est élu président de la Fédération nationale des collectivités territoriales pour la culture (FNCC, fédération pluraliste des élus à la culture). Réélu en septembre 2001, il abandonne son mandat en mai 2002 (nommé président d'honneur).
En avril 2001, il est nommé directeur général de la Fondation du patrimoine, où il lance les souscriptions et développe un site internet. Il prend, avec l'association Les journées juridiques du patrimoine, l'initiative de créer le « G8 du patrimoine » rassemblant les huit grandes associations du patrimoine. Il participe ensuite au groupe de travail restreint spécialisé dans les questions culturelles pour Jacques Chirac, alors candidat à l'élection présidentielle.
En mai 2002, il est nommé conseiller pour la culture et la communication du Premier ministre Jean-Pierre Raffarin. Il suit notamment l'élaboration de la loi sur le mécénat, présentée et défendue par le ministre de la Culture Jean-Jacques Aillagon, qui sera adoptée en juillet 2003. Fort de son expérience locale, il joue un rôle actif dans les arbitrages sur le train de mesures en faveur de la décentralisation culturelle.
En juillet 2004, il est nommé président de la Cité de l'architecture et du patrimoine (CAPA), proposée en 1994 par Jean-Marie Pérouse de Montclos et Jean-Marie Vincent, avec fonction de directeur général. Il relance le chantier arrêté depuis plusieurs mois. Il oriente la programmation vers les questions de l'urbanisme et de la ville et lance un programme de grandes expositions ainsi qu'un cycle de conférences intitulé « Défis de ville », mettant en présence élus et architectes-urbanistes.
En 2005, il est nommé inspecteur général des finances et membre du Haut conseil pour l'éducation artistique et culturelle.
En septembre 2007, la Cité de l'architecture et du patrimoine est inaugurée par Nicolas Sarkozy en compagnie de personnalités de l'architecture mondiale. Dans son discours, le président de la République reprend la proposition avancée par François de Mazières d'une grande consultation sur l'avenir du Grand Paris ouverte à dix groupements d'architectes. En mars 2009, à l'occasion de l'exposition où sont présentés les travaux des dix équipes, Nicolas Sarkozy reviendra à la Cité en présence de Bertrand Delanoë, maire de Paris, et de Jean-Paul Huchon, président de la Région Île-de-France, pour présenter à la presse le projet du métro du grand Paris et de ses gares. Cette exposition sur « le Grand Paris », en accès gratuit, accueille plus de 200 000 visiteurs.
En octobre 2009, François de Mazières est reconduit à la présidence de l'établissement public de la Cité de l'architecture et du patrimoine. Il lance deux expositions sur les questions de développement durable (« Habiter écologique », 2009, et « La Ville fertile », 2011). Durant sa présidence sont également programmées les expositions suivantes : « Architecture et BD », 2010 (108 000 visiteurs) - « Les Hôtels particuliers parisiens », 2011 (101 000 visiteurs) - « Quand l'art déco, séduit le monde » (205 000 visiteurs). Concernant cette dernière exposition, François de Mazières la décide et en désigne le commissaire, puis démissionne en juin 2012 après avoir été élu député de la première circonscription des Yvelines.

### Engagements politiques et culturels
Entre 1995 et 2008, il est adjoint au maire de Versailles (Étienne Pinte, UDF), chargé de la Culture.
En 1996, avec l'aide de deux cents bénévoles, il crée Le Mois Molière, festival de théâtre et de musique qui se déroule chaque année au mois de juin et dont il assure depuis lors la programmation théâtrale.
En 2008, il se présente aux élections municipales à Versailles, à la tête d'une liste formée de membres de la société civile, de militants de l'UMP, du Modem et du Nouveau Centre. L'une des motivations qu'il avance pour la constitution de cette liste est le choc qu'il aurait ressenti devant le mauvais accueil fait l'année précédente au nouveau président du château de Versailles, Jean-Jacques Aillagon, une nomination qu'Étienne Pinte, alors maire de la ville, avait qualifiée de « funeste ».
Arrivée en tête au premier tour (39 % contre 24 % à celle de l'équipe sortante, également de droite, de Bertrand Devys affaiblie par une campagne d'image), la liste de Mazières obtient au second tour 63,4 % des suffrages. Il est élu maire par le nouveau conseil municipal le 21 mars 2008.
En 2012, il se présente aux élections législatives dans la première circonscription des Yvelines en tant que candidat sans étiquette, mais avec le soutien de l'UMP et du Nouveau Centre. Sa suppléante est Suzanne Blanc, premier adjoint du maire centriste de Montigny-le-Bretonneux. Il est élu député avec 56,75 % des suffrages et démissionne de la présidence de la CAPA.
Lors des élections municipales de 2014, sa liste obtient au premier tour 55,03 % des suffrages ; il est réélu maire lors du conseil municipal du 28 mars 2014,.
Deux ans plus tard, il soutient la candidature d'Alain Juppé, lors de l'élection primaire organisée pour désigner le candidat commun représentant la droite et le centre à l'élection présidentielle française de 2017.
En 2014, il se prononce en faveur de la continuation du cumul des mandats,. Pour lui, sans expérience locale, il est très difficile d'être un parlementaire efficace. Après le vote de la loi, en janvier 2017, il indique qu'il ne se représente pas aux élections législatives, souhaitant conserver la mairie de Versailles.
Il est réélu en 2016 président de la communauté d'agglomération Versailles Grand Parc, mandat qu'il exerce depuis 2008.
Son intérêt pour la préservation du patrimoine l'engage, en septembre 2017, à plaider pour qu'un tirage exceptionnel du loto soit organisé à l’occasion des Journées européennes du patrimoine et que les bénéfices en soient affectés à la restauration du patrimoine par l'entremise du Centre des monuments nationaux ou de la Fondation du patrimoine. Pour ce faire, lorsqu'il était député de la XIVe législature, il a proposé un amendement, voté, dans le cadre de la loi de finances 2015, pour demander qu'un rapport sur ce tirage exceptionnel soit remis au gouvernement.
En octobre 2017, il est désigné, par Valérie Pécresse, pour être commissaire général de la première édition de la biennale d’architecture et de paysage de la Région Ile-de-France (Bap !) qui a lieu de mai à juillet 2019, avec pour thème « L'homme, la nature et la ville ». S'appuyant sur deux établissements culturels (le musée du Louvre et le château de Versailles), deux écoles nationales supérieures (l'ENSA-V et l'ENSP-Versailles) et la Société du Grand Paris, cette édition de la Bap ! 2019 a réuni au total 200 000 visiteurs.
Lors des élections municipales de 2020, sa liste obtient au premier tour 63,11 % des suffrages, ; il est réélu maire lors du conseil municipal du 27 mai 2020,. François de Mazières est par ailleurs réélu président de l'agglomération de Versailles Grand Parc, le 7 juillet de la même année.
Après le succès de la première édition en 2019, la Bap ! revient trois ans plus tard à Versailles et poursuit sa réflexion, en questionnant la place de la terre et de ses usages dans la ville de demain. De mai à juillet 2022, François de Mazières est, de nouveau, commissaire général, cette fois-ci de la deuxième édition de la biennale d'architecture et de paysage de la Région Île-de-France, qui a pour thème « Terre et villes ». Dix institutions participent désormais à cette importante manifestation : l'École nationale supérieure d'architecture de Versailles (ENSAV), l'École nationale supérieure de paysage (ENSP), où se déroulent l'essentiel des expositions et manifestations de la Bap !, trois établissements culturels nationaux tels le Château de Versailles, le Musée du Louvre et la Cité de l'architecture et du patrimoine, deux entités dépendant de la Région Ile-de-France : l'Institut Paris Région et l'Agence des Espaces Verts, enfin, la Métropole du Grand Paris, la Société du Grand Paris et la Ville de Versailles.
En mai 2025, François de Mazières publie Pour une ville belle : 10 propositions pour une ville où il fait bon vivre aux éditions Eyrolles. Dans cet essai, il développe une vision de la ville fondée sur la qualité architecturale, la sobriété des matériaux, la place de la nature en milieu urbain et la concertation citoyenne. S'appuyant sur son expérience d’élu local et d’ancien président de la Cité de l’architecture et du patrimoine, il y défend une approche de l’urbanisme à la fois esthétique, durable et respectueuse du patrimoine. Le livre s’inscrit dans le prolongement de son engagement en faveur de la valorisation du cadre de vie et de la culture urbaine.

## Ouvrages
- Livres publiés :
  - La Culture n’est pas un luxe, ou la fin du jacobinisme français (préf. Jacques Rigaud), éditions ESKA, 2000 (ISBN 2-86911-849-X)
  - Versailles en scène – L’aventure du Mois Molière, éditions Artlys (filiale de la Réunion des musées nationaux), 2006 (ISBN 2-85495-283-9)
  - Le Grand Gâchis culturel : en collaboration avec Olivier Le Naire, Paris, Albin Michel, 2017, 205 p. (ISBN 978-2-226-39612-9, lire en ligne).
  - Pour une ville belle : 10 propositions pour une ville où il fait bon vivre., Paris, éditions Eyrolles, 2025 (ISBN 978-2-416-02120-6).
- Pièce de théâtre : « Commedia cathodique », jouée en 2006-2007.

## Décorations
- Chevalier de la Légion d'honneur Il est fait chevalier le 31 décembre 2008[35].
- Officier de l'ordre des Arts et des Lettres Il est promu officier le 12 mars 2019[36].
- Il reçoit la médaille de l'Académie d'architecture en 2021[37].